# Archeologia Polski
„Archeologia Polski” jest polskim czasopismem naukowym, wydawanym przez Instytut Archeologii i Etnologii Polskiej Akademii Nauk. W roczniku publikowane są prace z zakresu metodologii i metodyki badań archeologicznych oraz dyscyplin współpracujących z archeologią, a także studia dotyczące problematyki prahistorii oraz wczesnych dziejów ziem polskich na tle europejskim. Niemal każdy tom zawiera również dział polemik i dyskusji oraz recenzje literatury polskiej i obcej, głównie archeologicznej, lecz również prac z zakresu dyscyplin z archeologią współpracujących, a także kronikę.
Czasopismo jest indeksowane m.in. w bazach:
- Index Copernicus Journals Master List[2]
- CEJSH The Central European Journal of Social Sciences and Humanities[3]
- Scopus[4]

Archiwalne i bieżące tomy periodyku są udostępnione on-line.

## Redaktorzy pisma
- 1957-1976 – prof. dr Zdzisław Rajewski;
- 1976-1978 – doc. dr hab. Jan Kowalczyk;
- 1980-1999 – prof. dr hab. Zbigniew Bukowski
- od 2000 r. – prof. dr hab. Maria Dekówna